# Искаков, Диас Тимурович
Диас Тимурович Искаков (род. 9 апреля 2002, Павлодар) — казахстанский футболист, полузащитник.

## Клубная карьера
Футбольную карьеру начинал в 2021 году в составе клуба «Аксу-Павлодар» во второй лиге. 15 сентября 2023 года в матче против клуба «Окжетпес» дебютировал в казахстанской Премьер-лиге (0:1).
В начале 2024 года подписал контракт с клубом «Иртыш» Павлодар. 11 марта 2024 года в матче против клуба «Хан-Тенгри» дебютировал в кубке Казахстана (1:0).

## Клубная статистика
| Клуб             | Сезон            | Лига | Лига | Кубки | Кубки | Еврокубки | Еврокубки | Итого | Итого |
| Клуб             | Сезон            | Игры | Голы | Игры  | Голы  | Игры      | Голы      | Игры  | Голы  |
| ---------------- | ---------------- | ---- | ---- | ----- | ----- | --------- | --------- | ----- | ----- |
| Аксу             | 2023             | 1    | 0    | 0     | 0     | —         | —         | 1     | 0     |
| Аксу             | Итого            | 1    | 0    | 0     | 0     | —         | —         | 1     | 0     |
| → Аксу-Павлодар  | 2021             | 22   | 6    | —     | —     | —         | —         | 22    | 6     |
| → Аксу-Павлодар  | Итого            | 22   | 6    | —     | —     | —         | —         | 22    | 6     |
| → Экибастуз      | 2022             | 26   | 5    | —     | —     | —         | —         | 26    | 5     |
| → Экибастуз      | 2023             | 16   | 2    | —     | —     | —         | —         | 16    | 2     |
| → Экибастуз      | Итого            | 42   | 7    | —     | —     | —         | —         | 42    | 7     |
| Иртыш            | 2024             | 18   | 0    | 4     | 0     | —         | —         | 22    | 0     |
| Иртыш            | Итого            | 18   | 0    | 4     | 0     | —         | —         | 22    | 0     |
| Всего за карьеру | Всего за карьеру | 83   | 13   | 4     | 0     | —         | —         | 87    | 13    |